# То сем јаз
То сем јаз је дебитантски студијски албум словеначком поп-рок и фанк певача Жана Серчича, издат као самиздат, ауторско издање самог извођача 2017. године. На албуму се налази дует са Евом Бото, а снимљени су музички спотови за Само најин плес, Најина згодба и Смисел живљења.

## Списак песама
| №   | Назив                 | Трајање |  |
| 1.  | 1000X                 |         |  |
| 2.  | Равно прав осамљен    |         |  |
| 3.  | Је ше час             |         |  |
| 4.  | Најина згодба         |         |  |
| 5.  | Не мисли ле насе      |         |  |
| 6.  | Само најин плес       |         |  |
| 7.  | З мано бош одшла      |         |  |
| 8.  | Смисел живљења        |         |  |
| 9.  | Сам                   |         |  |
| 10. | Далеч од дома (интро) |         |  |
| 11. | Далеч од дома         |         |  |